# Трагопан-сатир
Трагопан-сатир, или красный трагопан (лат. Tragopan satyra), — азиатская птица семейства фазановых.

## Описание
Самец и самка отчётливо различаются размерами и окраской оперения. Петух великолепно окрашен и достигает длины от 67 до 72 см. У него чёрная голова и синие «лацканы» на гортани. Нижняя сторона и зоб красные с маленькими белыми пятнами. Коричнево-бежевая с крапинками самка достигает длины примерно 58 см. Самцы весят от 1,5 до 2 кг, самки от 1 до 1,5 кг.

## Распространение
Вид распространён в дождливых лесах на высотах между 1800 и 3900 м над уровнем моря в Индии, Непале, Сиккиме, Бутане, Южном Китае и Тибете.

## Образ жизни
Трагопан-сатир питается преимущественно растительным материалом: травами, листьями, ягодами, а также насекомыми.
Период гнездования в мае и июне. Животные строят своё гнездо на земле или на деревьях. Самки откладывают от 4 до 8 яиц. Насиживание длится 28 дней.
|  |  |